# Anastasius Kommerell
Anastasius Kommerell (* um 1547 in Tübingen; † 7. Mai 1611 in Kilchberg (heute Ortsteil von Tübingen)) war ein lutherischer Pfarrer hauptsächlich im schwäbischen Raum. Er führte die Reformation in Kirchentellinsfurt ein.

## Leben
Anastasius Kommerell war der älteste Sohn des Tübinger Bäckers Fabian Kommerell und seiner ersten namentlich nicht bekannten Ehefrau. Nach der Lateinschule wurde er an der Universität Tübingen am 8. November 1564 immatrikuliert. Nach dem Einführungsstudium studierte er hauptsächlich evangelische Theologie, da ihn die „Eltern zur Gottesfurcht ufferzogen“. Er schloss das Studium als Magister am 1. Februar 1570 ab. Wo er zunächst als Diakonus diente, ist nicht bekannt.
Kommerell bewarb sich mehrmals um Pfarrerstellen in Württemberg, doch da es offenbar damals nicht genug Pfarrerstellen gab, war er gezwungen, zunächst seine Heimat zu verlassen. In der ersten Zeit wechselte er häufig seine Pfarreien – es lag vielleicht daran, dass er möglicherweise nur aushilfsweise eingestellt wurde. Er war zwei Jahre Pfarrer in Ravengiersburg im Hunsrück, ein Jahr in Heddesheim bei Mannheim und ein Jahr in Horrweiler, offenbar auch eine Zeitlang in Haberschlacht.
Sein Leben änderte sich deutlich 1579. In diesem Jahr heiratete er am Bittsonntag in Tübingen Marie Kienlin (* vor 1562; † 15. Mai 1616), eine Tochter des Tübinger Spitalpflegers und Ratsverwandten Bernhard Kienlin. Mit ihr hatte er sechs Kinder. Außerdem wurde er im gleichen Jahr auf dem herrschaftlichen Besitz der Herren Burkhard und Jerg von Ehingen in der Nähe von Freudenstadt eingestellt, um die Reformation in den Dörfern Neuneck, Unteriflingen und Böffingen einzuführen. Anschließend war er von 1581 bis 1593 Pfarrer in Neuneck.
1593 bewarb er sich wieder um eine Stelle beim württembergischen Herzog Ludwig, um die Pfarrerstelle in dem gerade neu zugekauften Kirchentellinsfurt, das – wie Kommerell richtig vermutete – reformiert werden sollte. Herzog Ludwig starb kurz danach (am 28. August). Sein Nachfolger, Herzog Friedrich, griff jedoch die Bewerbung auf und Kommerell wurde 1594 als der erste evangelische Pfarrer in Kirchentellinsfurt eingesetzt. Er führte dort die Reformation ein. Von Kirchentellinsfurt wurde er 1599 nach Kilchberg versetzt. Kilchberg war ein ritterschaftlicher Besitz, und obwohl es seit 1558 zu Württemberg gehörte, hatte dort vor allem der Junker das Sagen. Bei einer Visitation von Kilchberg wurde über ihn positiv geurteilt: „Sehr fleißig; wartet officio gebührend ob, lebt unärgerlich ...“ Kommerell starb an der Pest im Alter von etwas über 60 Jahren und wurde auf dem Friedhof in Kilchberg begraben.
Obwohl es gelungen ist, Kommerells Mitarbeit nur an einer gedruckten Abhandlung zu ermitteln, geht aus dem Visitationsbericht von 1605 hervor, dass er systematisch theologische Privatstudien betrieb und möglicherweise auch Texte dazu schrieb. So befasste er sich 1602 intensiv mit dem Johannesevangelium, 1603 mit den prophetischen Bibelbüchern.

## Kinder
- Friedrich Burkhard (* um 1580; † 25. Juli 1638 in Tübingen), Weißgerber
- Anna Maria (* um Ende 1580 vermutlich in Neuneck; † 3. Januar 1660 in Pfullingen, 1. ⚭ 1608 Johann Ulrich Hensler, Keller in Weinsberg, 2. ⚭ 1655 Johann Wendel Kurrer, Amtsmann in Bönnigheim, Vogt in Bietigheim und Kirchheim u.T.)
- Johann Jakob (* um 1588 in Neuneck; † 29. Juni 1635 in Brackenheim), Pfarrer
- Christian  (* um 1589 in Neuneck; † 4. Dezember 1664 in Frauenzimmern), Pfarrer
- Maria Magdalena (* um 1592 in Neuneck; † 27. November 1619 in Cannstatt; ⚭ Martin Hockh, Diakon in Cannstatt, Dekan in Stuttgart)
- Regina (* 21. März 1594 in Tübingen)

## Schriften
- zusammen mit Jacob Andreae: Dispvtatio de Electione et Praedestinatione diuina, Tübingen : Georg Gruppenbach 1574